# Lingua teggargrent
La lingua teggargrent è una lingua berbera parlata in Algeria, nella provincia di Ouargla. 

## Distribuzione geografica
Il teggargrent è la varietà di berbero parlata a Ouargla e nelle oasi vicine. Questo nome è il femminile di eggargren "(abitante) di Ouargla", derivato dall'espressione u wargren "quello di Wargla" con un'evoluzione fonetica frequente nel berbero (u + w > gg). 
Teggargrent è il femminile di eggargren "(abitante) di Ouargla", derivato dall'espressione u wargren "quello di Wargla" con un'evoluzione fonetica frequente nel berbero (u + w > gg). 
Molto simile alla parlata di Ouargla è quella di N'Goussa (teggengusit), un'oasi berberofona poco distante, anche se esistono alcune differenze, che i parlanti percepiscono nettamente (tra le due oasi esiste un certo antagonismo tradizionale, che traspare in alcuni versi di dileggio reciproco ben noti a tutti i parlanti).  
Secondo J. Delheure (1988: 24), oltre al termine teggargrent sono in uso anche i termini:
- twargrit, che indica "ogni parlare berbero zeneta", e quindi non solo quello di Ouargla ma anche quello di Ngousa, di Temacint nell'Oued Righ (tawsint), ecc.
- teggargrit, che indica qualunque parlare berbero, compreso, ad esempio, il tuareg.

Si stimano circa 10.000 locutori di teggargrent.

## Classificazione
Il teggargrent fa parte dei parlari berberi "zeneti", di cui fanno parte anche, per esempio, il dialetto dello Mzab in Algeria, del Rif in Marocco, e quasi tutti i parlari berberi della Tunisia. 
Secondo Ethnologue, la classificazione della lingua teggargrent è la seguente:
- Lingue afro-asiatiche
  - Lingue berbere
    - Lingue berbere settentrionali
      - Lingue zanata
        - Lingue di Mzab-Ouargla
          - Lingua teggargrent

## Fonologia
Una caratteristica fonetica che gli stessi locutori rilevano riguardo al proprio modo di parlare, è che esso yettjewjiw ("è biascicato"), vale a dire tende a confondere nella pronuncia la fricativa alveolare sorda s e la fricativa alveolare sonora z e le corrispondenti palato-alveolari c ([ʃ]) e j ([ʒ]). Si può quindi sentire, indifferentemente ass-u e acc-u "oggi", oppure isemzan, isemjan, icemjan e icemzan "negri", e così via.
Sempre in ambito fonetico si segnalano altre caratteristiche, in particolare:
- una diffusa tendenza all'"armonia vocalica" (più precisamente metafonia) per la vocale u, ad esempio ughulad "vie, strade" al posto del "regolare" ighulad;
- tendenza al passaggio a vocali delle semivocali: enzi "starnutire" e non enzey; su "bere" e non sew, ecc. (una pronuncia n wergaz invece del normale n urgaz per il sintagma "dell'uomo" fa capire subito ai parlanti di avere a che fare con qualcuno proveniente dallo Mzab e non con un compaesano);
- una tendenza a perdere l'enfasi di certi suoni, soprattutto al principio di parola, per esempio q passa a k in: akcic "ragazzo" (rispetto a cabilo aqcic), oppure kelb "prima" (dall'arabo qabla), ecc.

## Grammatica
Una interessante caratteristica morfologica della lingua di Ouargla è l'esistenza di una serie di "avverbi" formati a partire da sostantivi con un suffisso -i e previa la perdita dei suoni iniziali che provengono da un antico "articolo": meṭṭuti "alla maniera delle donne" (da tameṭṭut "donna); rgazi "alla maniera degli uomini" (da argaz "uomo"); ɣiwli "come gli asini" (aɣɣul "asino"), ecc. Questa formazione, benché rara, trova riscontri in altri parlari, per esempio in cabilo, e probabilmente risale ad epoche piuttosto antiche.
Analogamente, si deve alla conservazione di tratti antichi il fatto che la teggargrent (peraltro come molti altri parlari zeneti) conservi un imperfetto negativo che molti dialetti hanno perduto.

### Sintassi
I parlari di Ouargla e di N'Goussa presentano alcune caratteristiche interessanti riguardo ai pronomi affissi al verbo. Sono infatti presenti forme "speculari" del pronome di prima persona plurale, a seconda che questo sia preposto o posposto al verbo. Dopo il verbo si ha la forma "normale" -(a) neɣ, mentre prima di esso vi è (a) yen- (da (a) ɣen).
Quanto alla posizione dei pronomi clitici, si osserva che tra Ouargla e Ngoussa vi è una differenza, in quanto in quest'ultima località non è raro che i pronomi siano "raddoppiati" e si presentino sia prima che dopo il verbo (mentre a Ouargla essi sono o suffissali o prefissali a seconda delle regole generali valide anche nel resto del berbero). Per esempio a kem-griɣ-akum aglim "vi lancerò una pelle" o a sen-iniɣ-asen "dirò loro".

## Sistema di scrittura
Per la scrittura viene utilizzato l'alfabeto latino.

## Letteratura
Per quanto sia fin qui dato di conoscere, la letteratura in berbero di Ouargla è prevalentemente orale. Diversi testi tradizionali sono stati raccolti e pubblicati all'interno dei vari studi linguistici sull'oasi. 
Il genere in assoluto più diffuso è la tanfust, "racconto", anche se il termine ha un'accezione molto vasta e comprende sia le fiabe d'incantesimo sia i numerosi racconti relativi all'origine di questo o quel toponimo, sia le storie dei santi venerati nella regione.
Come avviene in molte altre regioni del mondo berbero, il termine tanfust serve anche a designare il genere dell'"indovinello" (denominato anche akkaz, infinito di akaz "indovinare", oppure, con prestito arabo, ahaji).
Meno sviluppata è la poesia, che consiste perlopiù in brevi izlan (singolare izli), di solito cantati o scanditi secondo ritmi (tiyita) che variano a seconda delle occasioni (feste religiose o profane, matrimoni, lamentazioni, ecc.).
Da rilevare, a quanto sembra come innovazione recente, la composizione di brevi testi destinati alla recitazione, uno dei quali, relativo ad un noto personaggio  dei racconti e rivolto ad un pubblico infantile, è stato composto negli anni '40 e pubblicato nel 1989 da J. Delheure.